# サラ・アルバレス
サラ・アルバレス（Sara Yaneisy Álvarez Menéndez  1975年7月10日- ）は、スペインのマドリード出身の柔道選手。階級は63kg級。身長164cm。

## 人物
1991年のヨーロッパユースオリンピックフェスティバル61kg級で優勝すると、1993年にはヨーロッパジュニアでも優勝した。1994年の世界学生では3位だった。1996年のアトランタオリンピックでは7位になった。世界学生では前回に続いて3位だった。1997年には地中海競技大会で優勝すると、世界選手権では3位に入った。1999年の世界選手権63kg級でも3位になった。2000年のシドニーオリンピックは初戦で敗れた。2001年の世界選手権では決勝まで進むも、ベルギーのジェラ・バンデカバイエに敗れて2位だった。2003年からはヨーロッパ選手権で2連覇を達成するも、アテネオリンピックでは初戦でフランスのリュシ・ドコスに敗れた。世界選手権では3度メダルを獲得するも、オリンピックではメダルを獲得できずに終わった。

## 主な戦績
61kg級での戦績
- 1991年 - ヨーロッパユースオリンピックフェスティバル　優勝
- 1992年 - ヨーロッパジュニア　3位
- 1993年 - ヨーロッパジュニア　優勝
- 1994年 - ベルギー国際　優勝
- 1994年 - ハンガリー国際　2位
- 1994年 - 世界学生　3位
- 1995年 - ポーランド国際　2位
- 1996年 - チェコ国際　3位
- 1996年 - アトランタオリンピック　7位
- 1996年 - 世界学生　3位
- 1997年 - フランス国際　2位
- 1997年 - ポーランド国際　優勝
- 1997年 - 地中海競技大会　優勝
- 1997年 - 世界選手権　3位

63kg級での戦績
- 1997年 - 福岡国際　3位
- 1998年 - フランス国際　2位
- 1998年 - チェコ国際　優勝
- 1998年 - ヨーロッパ選手権　2位
- 1999年 - フランス国際　3位
- 1999年 - ハンガリー国際　優勝
- 1999年 - ヨーロッパ選手権　3位
- 1999年 - 世界選手権　3位
- 2000年 - チェコ国際　2位
- 2000年 - ヨーロッパ選手権　3位
- 2001年 - ドイツ国際　2位
- 2001年 - チェコ国際　優勝
- 2001年 - オランダ国際　優勝
- 2001年 - 世界選手権　2位
- 2002年 - チェコ国際　優勝
- 2002年 - オランダ国際　優勝
- 2002年 - ルーマニア国際　優勝
- 2003年 - オランダ国際　優勝
- 2003年 - ヨーロッパ選手権　優勝
- 2004年 - ポーランド国際　3位
- 2004年 - ヨーロッパ選手権　優勝
- 2005年 - チェコ国際　3位
- 2005年 - スペイン国際　2位
- 2005年 - 地中海競技大会　2位
- 2006年 - イギリス国際　3位
- 2008年 - ブルガリア国際　3位